# Balanza hidrostática

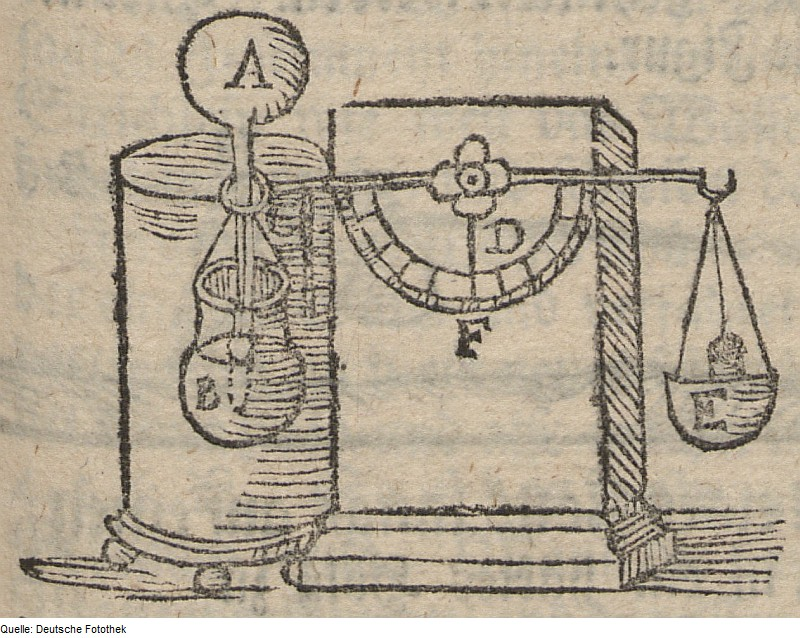
Xilografía sobre papel de una balanza hidrostática. Johann Ulrich Müller, 1694.

Una balanza hidrostática, o bilancetta, es un tipo de balanza destinada al estudio del empuje ascensional ejercido por los fluidos sobre los cuerpos inmersos en ellos. Fue inventada por Galileo Galilei el 17 de diciembre de 1585. Su funcionamiento se basa en el principio de Arquímedes y está especialmente concebida para la determinación experimental de densidades de sólidos y líquidos. 
Una variante de balanza hidrostática es la Balanza de Mohr-Westphal que la sustituyó rápidamente tras su invención al ser más precisa y sencilla de usar.  
Actualmente estas dos balanzas casi no se utilizan en laboratorios. En su lugar se emplea el picnómetro o medidores digitales, que son mucho más precisos.

## Funcionamiento

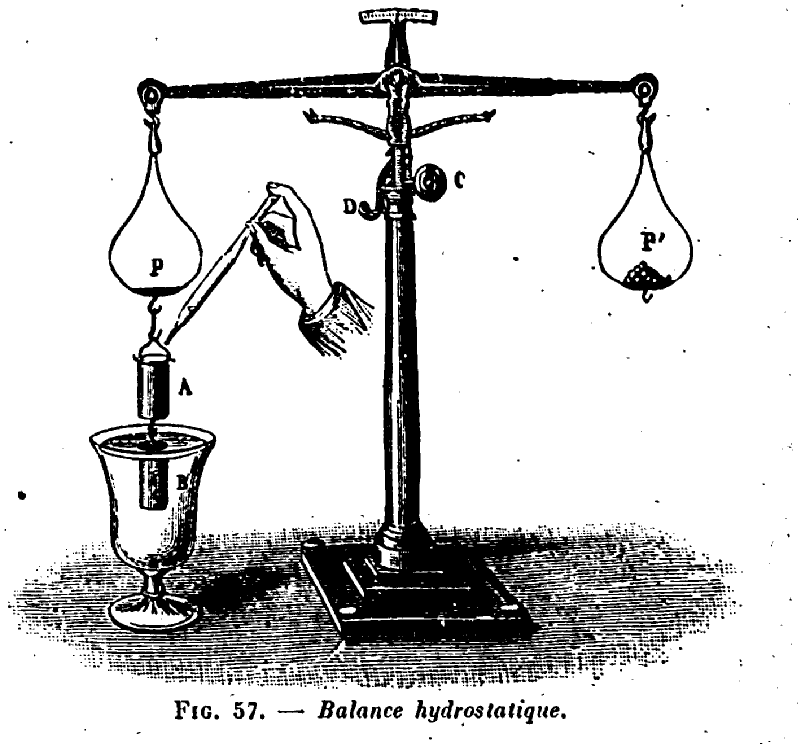
Funcionamiento de una balanza hidrostática. 1920.

La balanza hidrostática consta comúnmente de dos brazos, de los que cuelgan dos platillos.
De uno de ellos se cuelga el objeto del cual queremos determinar su volumen y en el otro las pesas calibradas para determinar su masa.
Una vez determinada se sumerge al objeto en agua destilada y se calcula de nuevo la masa del objeto.
Una vez conocida esta diferencia de masas aplicamos el principio de Arquímedes: «todo cuerpo sumergido en un fluido experimenta un impulso vertical y hacia arriba equivalente al peso del volumen de fluido desalojado».
Como la densidad del fluido (agua destilada) es 1 g/cm³ simplemente aplicamos la fórmula de la densidad:
{\displaystyle \rho ={m \over V}}
Como se observa a simple vista, la precisión de este método es cuestionable ya que el error absoluto y relativo es alto. Aun así fue un importante avance para el siglo XVII.

Comprobación del principio de Arquímedes con una balanza hidrostática.